# Greco nord-occidentale
Sotto la denominazione generica di greco nord-occidentale o dialetti greci di nord-ovest ricadono una serie di varianti dialettali del greco antico simili, diffuse nel nord-ovest del Peloponneso (dove si erano mescolate con un precedente substrato  eolico), nella Grecia centrale (regioni dell'Acarnania, dell'Etolia, della Focide, della Locride), e in Epiro, dove il centro sacro dell'oracolo di Zeus, a Dodona costituiva il loro punto di riferimento, insieme all'oracolo di Apollo a Delfi in Focide. 
Uno di questi dialetti fu il dialetto eleo.

## Aspetti fonetici
Il greco di nord-ovest condivide con il dorico la maggior parte delle sue caratteristiche fonetiche salienti, fra cui la mancata trasformazione di α lunga in η, per cui si distingue dal dialetto ionico - attico; d'altro canto si distingue dal dialetto dorico per l'evoluzione in α breve dell'ε prima di ρ (ad es.: φάρω per φέρω "portare", πατάρα per πατέρα). Sul piano del consonantismo, si nota la trasformazione precoce di σθ in στ, unica nella grecità antica: cfr. ad es. l'imperativo aoristo λυσαστō, che in alfabeto greco orientale equivale a λυσάστω (ionico-attico λυσάσθω).

## Aspetti morfologici
Fra le caratteristiche salienti dei dialetti greci nord-occidentali, sul piano morfologico, si annoverano:
- il cosiddetto dativo etolico della terza declinazione, che esce in -οις, ed è praticamente un'estensione analogica del dativo dei temi in -o- della seconda declinazione: ad es.: παίδοις per παισίν, φαρόντοις per φέρουσιν (dativo plurale del participio presente) - tuttavia in Elide sussiste una desinenza -εσσι, traccia di un probabile influsso eolico precedente (il dativo etolico, in origine tipico dell'Etolia e della Focide, si estende agli altri dialetti di nord-ovest solo in un secondo momento);

- la contrazione anomala -είμενος per -ούμενος nei participi dei verbi in -έω (ad es. φιλείμενος per φιλούμενος "amato").